# Fossbergom
Fossbergom (eller Lom) är den enda tätorten i Loms kommun i Innlandet fylke i Norge. Orten ligger där riksväg 15 och fylkesväg 55 möts och utgör kommunens centralort.